# 卡里贾皮孔
卡里贾皮孔（Kharijapikon），是印度阿萨姆邦Goalpara县的一个城镇。总人口5833（2001年）。

## 人口
该地2001年总人口5833人，其中男性3296人，女性2537人；0—6岁人口731人，其中男357人，女374人；识字率73.02%，其中男性为79.64%，女性为64.41%。